# 文學結構
《文學結構》（英語：The Structure of Literature）是保罗·古德曼的文学批评著作，出版於1954年，是他在人文學科的博士論文的出版版本。這本書提出了古德曼所謂的“歸納形式分析”作為正式文學分析的一種模式：古德曼在孤立的文學作品中定義了一種形式結構，找出作品中的各個部分如何相互作用形成一個整體，並利用這些定義來研究其他作品。古德曼通過細讀和討論分析多個文學作品作為例子。
古德曼的博士論文的觀點是在1934年的美學文章中提出的，作者曾在芝加哥大學跟隨哲學家理查德·麥克奧恩（Richard McKeon）和其他新亞里士多德主義者學習。古德曼於1940年完成了他的博士論文，但是直到麥克奧恩的要求，才在1954年由芝加哥大學出版社出版。《圖書評論文摘》中對他的評論褒貶不一。評論家認為這本書未能達到其目標，其中引人入勝的心理洞察和深刻的旁白淹沒在明顯的風格問題和術語中，這使得一些段落變得晦澀難懂，或者掩蓋了他的論點。儘管古德曼對於所謂的芝加哥大學亞里士多德形式文學批評學派的發展做出了貢獻，但他的博士論文並沒有獲得廣泛的學術認可，他的方法也未被學術領域接受。

## 背景和出版情況
《文學結構》是一部文学批评作品，屬於人文學科中有關文學美學的智識性討論的一種流派。作者保羅·古德曼自認為是一名文學家，指的是傳入專業化、學術化形式的文學評論。他接受了這種學術傳統的訓練。在《文學結構》中，古德曼採用形式文學分析的方法，他將一部作品分解成其各個部分，並描述這些部分如何相互關聯，共同形成一個整體並創造意義。
在1930年代初期，古德曼在哲學家理查德·麥克奧恩（Richard McKeon）的哥倫比亞大學課堂上旁聽了一些課程。當麥克奧恩成為芝加哥大學的一名院長時，古德曼跟隨他去了芝加哥並成為一名人文學科研究生。麥克奧恩是被稱為新亞里士多德主義芝加哥學派的核心人物之一，儘管他本人並不自認為是亞里士多德主義者。在一次訪談中，古德曼表示，他被邀請去芝加哥是為了研究美學，並開始寫關於實踐批評和亞里士多德詩學的文章。芝加哥學派的新亞里士多德主義者們並不是一致的思想學派，但他們對以下三個方面有著共同的興趣：（1）文學理論的歷史，（2）亞里士多德《詩學》的方法和術語，以及（3）對新批評運動的懷疑。芝加哥亞里士多德主義者們強調了文學作品的分類要素，如情節和類型。
古德曼在1940年完成了他的博士論文，然而他並未將其提交並且在十年多的時間裡也未收到正式的學位，因為他不願意支付排版費用。這篇論文，題為《詩歌的形式分析》，收錄了古德曼為評論和思想分析課程寫的研究。直到1954年，他才收到了學位，當時大學接受了新命名的《文學結構》的一份副本，代替了論文的原稿。根據文學評論家金斯利·威德默的說法，這篇晚期的論文的中心觀點已於古德曼1934年發表於《哲學雜誌》上的美學文章中。

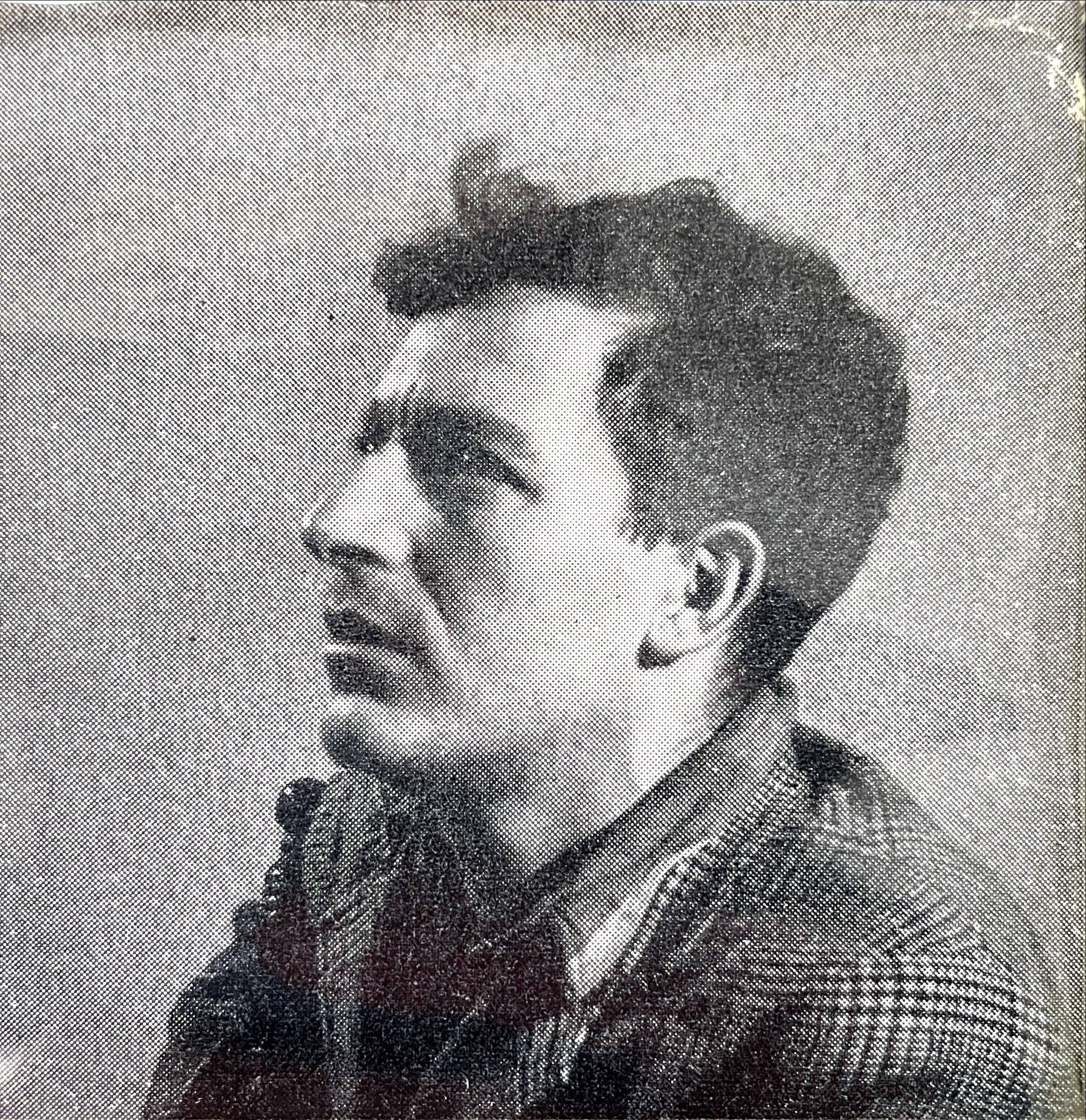
作者保罗·古德曼於1940年代的個人照

麥克奧恩和另一位芝加哥教授本傑明·納爾遜說服芝加哥大學出版社出版了這篇論文。古德曼修改了已出版的版本，包括了新的學術材料，其中包括古德曼1947年對小說家弗朗茨·卡夫卡作品的分析以及詞彙表。芝加哥大學出版社於1954年4月30日出版了一本精裝書版。出版社的鳳凰書籍（Phoenix Books）系列於1962年推出了一本平裝版，而西格洛XXI（Siglo XXI）則在1971年出版了西班牙文翻譯版。這本書是獻給了古德曼的老師：理查德·麥克奧恩、魯道夫·卡納普和莫里斯·科恩。

## 內容
古德曼的书旨在创建并展示一种他称之为“歸納形式分析”的文学分析方法。通过这种方法，古德曼在一个孤立的文学作品中定义了一个形式结构，找出作品的各个部分如何相互作用形成一个整体，并利用这些定义来研究其他作品。该书将此方法应用于一系列个别的文学作品（戏剧、诗歌、散文、小说、短篇小说和电影）作为例子，并结合细读和文类讨论。古德曼将他的技术方法限制在作品结构内部部分的相互作用上，并避免对作品本身进行价值判断，除了将“不好的”文学描述为未将其部分整合在一起。他讨论了文学作品中的微妙之处，比如“隐藏的情节”（即对主角隐藏的情节）和角色的参与，然后是这些元素如何共同或不共同地起作用。他的分析考虑了每个作品的独立结构。
第一章区分了“归纳形式分析”与其他形式批评方法。他命名了另外两种类型：“文类批评”，在这种批评中，评论家定义和分类了文学作品的结构元素，“实用批评”，在这种批评中，评论家解释了作品，而不引用作品外部的特征。古德曼的“归纳形式分析”方法旨在通过研究作品的部分并得出可用于跨作品的定义，即部分如何相互关联形成一个整体，来平衡这两种方法。他特别强调叙事情节，或者说作品中持续或变化的元素。在整本书中，他将他的形式分析应用于由亚里士多德抽象文类组织的文学作品的例子：“严肃情节”、“喜剧情节”、“小说情节”、“用语的考量”和“统一的特殊问题”。
接下来的三章描述了三种情节类型的文学作品：严肃、喜剧和小说。这些类型延续自亚里士多德的《诗学》中的分类。古德曼首先以索福克勒斯的两部戏剧——《俄狄浦斯王》和《菲洛克忒忒斯》为例，区分了亚里士多德的方法和古德曼自己的方法。他认为亚里士多德的方法是以《俄狄浦斯王》的形式结构为模型的，而这种结构不足以适用于《菲洛克忒忒斯》。相反，在古德曼的“严肃情节”分类中，角色与情节交织在一起，难以区分，例如莎士比亚的戏剧《理查二世》和维吉尔的史诗《埃涅阿斯纪》。古德曼“喜剧情节”中的角色与情节相去甚远，因此读者受角色毁灭的影响较小，比如本·琼森的戏剧《炼金术士》。他还将莎士比亚的《亨利四世》第一部和约翰·德莱顿的诗歌讽刺《麦克·弗莱克诺》描述为喜剧和严肃情节的混合体。在“小说情节”中，角色对情节做出反应而不是认同情节，例如古斯塔夫·福楼拜的小说《情敌教育》，弗朗茨·卡夫卡的小说《城堡》，和莎士比亚的《哈姆雷特》。
在第五章中，古德曼将抒情诗分析为情感、反思/思考、意象和风格态度等元素。尽管这些元素也出现在长篇作品中，但古德曼认为它们在这些作品中是次要的，相对于更大的结构元素如角色、情节和论点。他对约翰·弥尔顿的《论他的盲目》和阿尔弗雷德·丁尼生的《亚瑟之死》进行了仔细的阅读，形式分析了“质地”元素，如词音、重量、句法、语调和隐喻。他介绍了关于十四行诗的六种潜在联系方式以及它们所暗示的内容。古德曼还分析了卡图卢斯46号诗。
第六章讨论了“统一的特殊问题”，即分析超越单一作品的独特情况，例如将作品的翻译结构与其原始作品统一起来。在四个示例中的第一个示例中，古德曼讨论了纳撒尼尔·霍桑短篇小说《牧师的黑色面纱》中的丰富象征主义如何升华为神秘。在巴黎诗人波德莱尔的十四行诗《巨人》的翻译和尤金·拉比什的戏剧《意大利草帽》的电影改编的例子中，古德曼指出了作品转换中形式元素的变化，如角色、韵律、句法、主题等元素从原始格式发生的改变。在“巨人”的例子中，古德曼得出结论认为，十四行诗及其翻译在文类上存在差异。他还以亨利·沃兹华斯·朗费罗的《建筑师》为例，说明了一个好诗人写坏诗的能力。
古德曼最后以对皮埃尔·科尔内伊17世纪悲剧《奥拉斯》的分析结束，他运用自己的归纳形式方法以及其他批评模式，突出了戏剧的战争心理学。他批评了科尔内伊不描绘真实战争暴行的决定。

## 評論
《书评文摘》收录的评论褒贬不一。在古德曼的词汇表部分，他承认自己的术语定义宽泛而不具体，读者可能觉得这要么让人讨厌，要么娱乐。诗人尼古拉斯·摩尔写道，这种效果延伸到整本生动的书：风格上令人恼火或有趣，但在这背后是一位有说服力、孜孜不倦的学者。
根据古德曼提供的例子，哲学家亨利·大卫·艾肯认为“归纳形式分析”未能达到其目标。文学评论家哈里·莱文同意这种方法没有“特别的启示”，诗人尼古拉斯·摩尔表示，尽管他将这本书描述为“壮举”，但古德曼并没有完全实现他的论点。一些评论家赞赏古德曼的心理洞察力和“深刻的侧面评论”，但正如一位评论家所说，这些更像是一个诗人和局外人而不是理论家的见解。正如《海外书籍》所写，这些引人注目的侧面评论在古德曼试图创建一个亚里士多德的分析方法时变得模糊了。
在《文学结构》中，古德曼反复承认他在作品内部抽象结构，而不是探索文本本身的意义。由于将文学作品处理成高度技术性的抽象，评论家们写道他的分析变得模糊而泛泛。文学评论家金斯利·维德默认为，古德曼忽略了他最好的洞察力，将其视为离题而不是分析的核心。维德认为，古德曼的方法将关于“形式”和“结构”的“错误判断”客观化为不可更正的“抽象化的概念体系”。莱文说，古德曼的方法通过作品内部的结构使用重新定义了诸如“上帝”或“罪恶”之类的概念，就像一种“文学行为主义”，最终产生的类别更多是概念性的而不是艺术性的或形式的。评论家发现古德曼更感兴趣的是他的体系化方法，而不是他研究对象的技巧。维德认为古德曼的方法并不原创，是“认真的文类应用的...库存新亚里士多德主义抽象”。评论家埃尔默·博克兰德推荐了隆納·薩蒙·克雷恩和埃尔德·奥尔森的亚里士多德方法。
评论家们指出古德曼自己的文本存在明显的风格问题：“某种干燥和对术语的依赖”，以及“令人眼花缭乱且不时语法不通的从格言到随意转换”，古德曼的风格既缺乏优雅又缺乏基本的清晰度，导致他的论证不明确。一位评论家发现由于风格问题，一些段落难以理解，需要读者在头脑中重写句子以理解古德曼的意图，从而使读者对本来简单明了的句子产生怀疑。正如《海外书籍》所说，“他的理论的应用在一个如此复杂的批判装置中已经变得难以理解了”。古德曼为形式主义辩护，诗歌写道，需要更好的修辞。《肯尼恩评论》说，古德曼的“奇怪...自命不凡”削弱了他的论点，根据他自己的标准，使他自己的写作显得糟糕。评论家们描述了一篇充斥着新词和术语的文本，在这些特殊术语掩盖了本来简单的或多余的观点，并且简单的词汇变成了技术术语。《泰晤士文学增刊》写道，作者的语气经常在“高调的批判术语”和“过度美国化的口语”之间交替。

## 影響
詩人傑克遜·麥克洛表示，古德曼是在1940年代轉折時期在芝加哥大學發展亞里士多德形式批評的重要貢獻者，這一時期被稱為與理查德·麥克恩（Richard McKeon）和隆納·薩蒙·克雷恩（R. S. Crane）合作的“芝加哥學派”。在一次訪談中，古德曼自認為是創建了與芝加哥學派同義的亞里士多德詩學。古德曼曾希望他的博士論文終於出版會獲得學術界的認可，但未能如願，他的方法也沒有被更廣泛的領域所接受。芝加哥的亞里士多德主義也是如此，其方法論幾乎沒有被廣泛採用。在對古德曼的幾部文學評論作品進行總結時，文學評論家金斯利·维德默（Kingsley Widmer）寫道，每本書都有不同的重點，無論是心理分析、論辯還是辯護，每本書都有一種“不嚴肅”的感覺。古德曼後來寫了四部“立體派劇作”，他意在通過將角色塑造成原型並抽象其情節的使用來闡釋他博士論文的想法。

### 引文
1. 1 2 3  Widmer 1980，第25-26頁.
2. 1 2 3 4 5 6 7  Moore 1954.
3. 1 2  Vince 1993，第116頁.
4. ↑  Enos 1996，第425頁.
5. 1 2  Vince 1993，第119頁.
6. 1 2  Nicely 1979，第57頁.
7. ↑  Stoehr 1994，第317頁.
8. 1 2 3  Stoehr 1994，第211頁.
9. ↑  Aiken 1955，第305, 307頁.
10. 1 2 3 4 5  Grever 1985，第77頁.
11. ↑  Rodway 1955，第56頁.
12. 1 2 3 4  Aiken 1955，第308頁.
13. ↑  The Nation 1954.
14. ↑  Aiken 1955，第306頁.
15. 1 2  Aiken 1955，第305頁.
16. 1 2 3 4 5 6  Grever 1985，第78頁.
17. 1 2  Turner 1954，第119頁.
18. ↑  Aiken 1955，第309頁.
19. ↑  James & Brown 1955，第365頁.
20. 1 2 3  Levin 1955，第126頁.
21. ↑  Borklund 1977，第231頁.
22. 1 2 3  Coffman 1955.
23. ↑  Widmer 1980，第27頁.
24. ↑  Widmer 1980，第26-27頁.
25. 1 2  Widmer 1980，第28頁.
26. ↑  Levin 1955，第125頁.
27. ↑  Widmer 1980，第26頁.
28. ↑  Borklund 1977，第230頁.
29. ↑  Rodway 1955，第60頁："Goodman's style is a formidable obstacle to the acceptance or understanding of his arguments"、"handles the language as if he bore it a grudge"、"cavalier disregard for the conventions of language must be taken seriously when it interferes with meaning"
30. ↑  Rodway 1955，第61頁："what looks suspiciously like a purposive misuse of grammar"
31. ↑  Rodway 1955，第62頁："unscholarly and arbitrary use of words"
32. ↑  Aiken 1955，第304頁："Goodman's writing has its flashes of compression and directness; but it is frequently slack or high-handed, and too often leaves an impression of impatience with the task at hand."
33. ↑  Aiken 1955，第310頁："confused"、"sometimes ugly writing"
34. 1 2  Joost 1954，第365頁.
35. 1 2  Aiken 1955，第304頁.
36. ↑  Rodway 1955，第60頁.
37. ↑  Rodway 1955，第63頁.
38. 1 2  Rodway 1955，第60-61頁.
39. ↑  Rodway 1955，第61-62頁.
40. ↑  Joost 1954，第366頁.
41. ↑  Rodway 1955，第61頁.
42. ↑  Hejinian & Watten 2013，第120頁.
43. ↑  Nicely 1979，第2頁.

### 書目
- （英文）Aiken, Henry David. . The Kenyon Review（英语：The Kenyon Review）. 1955, 17 (2): 304–311. ISSN 0163-075X. JSTOR 4333577.
- （英文）Borklund, Elmer. . . Contemporary Writers of the English Language. New York: St. Martin's Press. 1977: 226-231. ISBN 978-0-333-22667-4.
- （英文）Enos, Theresa (编). . Routledge. 1996. ISBN 978-0-82-407200-1.
- （英文）Coffman, Stanley K. . Books Abroad（英语：Books Abroad）. 1955, 29 (2): 225. ISSN 0006-7431. JSTOR 40094360. doi:10.2307/40094360.
- （英文）Greacen, Robert. . English: Journal of the English Association（英语：English: Journal of the English Association）. 1955, 10 (60): 232. ISSN 0013-8215. doi:10.1093/english/10.60.232.
- （英文）Grever, Glenn. . The English Journal（英语：The English Journal）. 1985, 74 (5): 77–78. ISSN 0013-8274. JSTOR 817711. doi:10.2307/817711.
- （英文）Joost, Nicholas. . Poetry（英语：Poetry (magazine)）. 1954, 84 (6): 365–366. ISSN 0032-2032. JSTOR 20585431.
- （英文）Langrum, Robert. . The New Republic. Vol. 130. 1954-06-14: 25–26. ISSN 0028-6583.
- （英文）Levin, Harry. . Modern Language Notes. 1955, 70 (2): 124–126. ISSN 0149-6611. JSTOR 3040659. doi:10.2307/3040659.
- （英文）Moore, Nicholas. . The Times Literary Supplement（英语：The Times Literary Supplement）. 1954-10-22, (2751): 674. ISSN 0307-661X.
- （英文）. The Nation. 1954-05-29, 178: 469. ISSN 0027-8378.
- （英文）Nicely, Tom. . Metuchen, NJ: Scarecrow Press. 1979. ISBN 978-0-8108-1219-2. OCLC 4832535.
- （英文）Rodway, A. E. . Essays in Criticism. 1955, 5 (1): 55–63. ISSN 0014-0856. doi:10.1093/eic/V.1.55.
- （英文）Stoehr, Taylor. . San Francisco: Jossey-Bass. 1994. ISBN 978-0-7879-0005-2. OCLC 30029013.
- （英文）Turner, Robert Y. . Chicago Review（英语：Chicago Review）. 1954, 8 (2): 117–121. ISSN 0009-3696. JSTOR 25293050. doi:10.2307/25293050.
- （英文）Vince, Ronald W. . Makaryk, Irena R.  (编). . Toronto: University of Toronto Press: 116–120. 1993. ISBN 978-0-8020-6860-6.
- （英文）Widmer, Kingsley. . Boston: Twayne（英语：Twayne）. 1980. ISBN 0-8057-7292-8.
- （英文）James, Mertice M.; Brown, Dorothy (编). .  50. New York: H. W. Wilson Company. 1955. ISSN 0006-7326.
- （英文）Hejinian, Lyn; Watten, Barrett. . Middletown, CT: Wesleyan University Press. 2013  [2024-05-08]. ISBN 9780819571229. （原始内容存档于2023-01-15）.